# 6e Luftwaffen-Felddivisie
De Duitse 6e Luftwaffen-Felddivisie (Duits: 6. Luftwaffen-Feld-Division) was een Duitse infanteriedivisie tijdens de Tweede Wereldoorlog. De divisie werd al snel overgebracht naar Heeresgruppe Mitte bij Vitebsk en werd daar in juni 1944 vernietigd.

## Geschiedenis

### Oprichting en inzet in 1942/43
De 6e Luftwaffen-Felddivisie werd in september 1942 in Luftgau III op Oefenterrein Groß-Born gevormd uit het Flieger-Regiment 21 plus overtollig Luftwaffe-personeel.
Na een opleidingstijd van twee maanden, werd de divisie verplaatst naar het gebied rond Nevel. Daar verbleef de divisie gedurende een jaar en werd vervolgens in oktober 1943 niet direct aangevallen in het Nevel Offensief van het Rode Leger. Maar de aangrenzende zusterdivisie (2e Luftwaffen-Felddivisie) wel, en dus moest de divisie zijn linkerflank mee laten buigen.

### Overgenomen in hetHeer
Op 1 november 1943 werd de divisie zuidoostelijk van Nevel overgenomen door het Heer en kreeg de benaming 6e Felddivisie (L) (Duits: 6. Feld-Division (L)), waarbij de L voor Luftwaffe stond. In het algemeen werd (ook in officiële documentatie) de naam 6e Luftwaffen-Felddivisie verder gevoerd. Hierbij moest de divisie zijn 4e Afdeling (IV. Abt., (Flak)) van het artillerieregiment afstaan. Deze bleef in de Luftwaffe en werd I./Flak-Regiment 34. 

### Inzet 1943/44

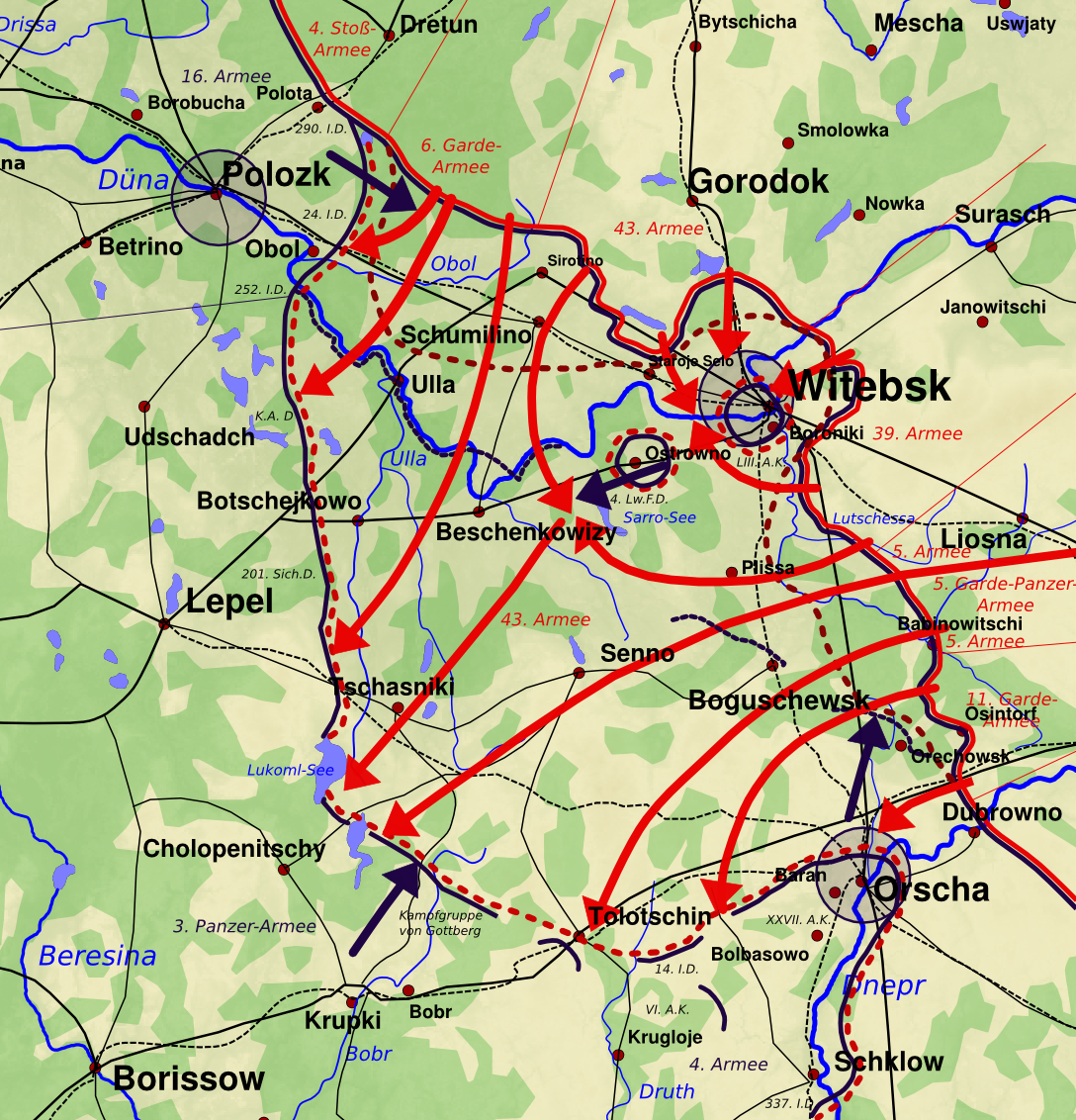
De omsingeling van Vitebsk

De Sovjettroepen geraakten in het Nevel Offensief in december 1943 wel op zo’n 30 km achter de divisie. Deze moest daarop terugtrekken vanaf het Usvyatskoye-meer. Tijdens deze terugtocht leed de divisie stevige verliezen aan mensen en materieel. Op 13 december 1943 begon de eerste winterslag om Vitebsk. Aan het eind van deze slag in januari 1944 bevond de divisie zich zo’n 15 km ten noordwesten van deze stad.
In januari 1944 werden bij Vitebsk resten van de 2e Luftwaffen-Felddivisie overgenomen. De III. Abt. van het Artillerieregiment van deze divisie werd de IV./6. Ook resten van de 3e Luftwaffen-Felddivisie overgenomen en deze vormden grotendeels het nieuwe Jäger-Regiment 51 (L). De I. Abt. van het Artillerieregiment van deze divisie werd de III./6.
In de tweede winterslag om Vitebsk vanaf 2 februari 1944 kon de divisie zijn stellingen grotendeels houden en wisselde daarna van frontsector met de 4e Luftwaffen-Felddivisie. Op 22 juni 1944 werd de divisie getroffen door Operatie Bagration. Al in de eerste uren van dit Sovjetoffensief werden de stellingen van de divisie doorbroken door het Sovjet 43e Leger en de divisie trok zich met de rest van het 53e Legerkorps terug in de stad. Vitebsk was aangewezen als vesting (Fester Platz) en werd al op 25 juni omsingeld door de Sovjettroepen. Het 53e Legerkorps probeerde uit te breken, maar dat mislukte. Kleine resten slaagden uit te breken en bereikten de Duitse linies en werden opgenomen door Korps-Abteilung H.

### Einde
De 6e Luftwaffen-Felddivisie werd op 27 juni 1944 in/bij Vitebsk vernietigd.

De 6e Luftwaffen-Felddivisie werd officieel door het OKH op 3 augustus 1944 opgeheven.

## Slagorde
- vier Infanteriebataljons I. – IV. (zonder regimentsstaf)
- Panzerjäger-Abteilung Luftwaffen-Feld-Division 6
- Artillerie-Abteilung Luftwaffen-Feld-Division 6
- Flak-Abteilung Luftwaffen-Feld-Division 6
- Radfahrer-Kompanie Luftwaffen-Feld-Division 6
- Luftnachrichten-Kompanie Luftwaffen-Feld-Division 6
- Pionier-Kompanie Luftwaffen-Feld-Division 6
- Kommandeur der Nachschubtruppen Luftwaffen-Feld-Division 6

In 1943 nam het nieuw opgerichte Luftwaffen-Artillerie-Regiment 6 de Panzerjäger-, Artillerie- en Flak-Abteilungen onder zich.
Vanaf 1 november 1943:
- Jäger-Regiment 52 (L) (met twee bataljons)
- Jäger-Regiment 53 (L) (met twee bataljons)
- Jäger-Regiment 54 (L) (met twee bataljons)
- Artillerie-Regiment 6 (L) (met vier afdelingen)
- Füsilier-Bataillon 6 (L)
- Feldersatz-Bataillon 6 (L)
- Panzerjäger-Abteilung 6 (L)
- Pionier-Bataillon 6 (L)
- Nachrichten-Abteilung 6 (L)
- Divisionseinheiten 6 (L)

## Commandanten
{{{annotations}}}
| Rang                                           | Naam                | Begin            | Eind              |
| ---------------------------------------------- | ------------------- | ---------------- | ----------------- |
| Oberst                                         | Ernst Weber         | september 1942   | 16 november 1942  |
| Generalmajor vanaf 1 juli 1943 Generalleutnant | Rüdiger von Heyking | 25 november 1942 | 4 november 1943   |
| Generalleutnant                                | Rudolf Peschel      | 5 november 1943  | 29/30 juni 1944 † |

Generalleutnant Peschel sneuvelde op 29/30 juni 1944 bij de uitbraakpoging uit Vitebsk.

## Bovenliggende bevelslagen
| Legerkorps              | Leger                               | Legergroep         | Plaats/regio | Begin              | Eind               |
| ----------------------- | ----------------------------------- | ------------------ | ------------ | ------------------ | ------------------ |
| 2e Luftwaffen-Feldkorps | Gruppe Chevallerie (59e Legerkorps) | Heeresgruppe Mitte | Nevel        | eind oktober 1942  | 6 november 1942    |
| 2e Luftwaffen-Feldkorps | 11. Armee                           | Heeresgruppe Mitte | Nevel        | 6 november 1942    | 21 november 1942   |
| 2e Luftwaffen-Feldkorps | 3. Panzerarmee                      | Heeresgruppe Mitte | Nevel        | 21 november 1942   | eind november 1943 |
| 53e Legerkorps          | 3. Panzerarmee                      | Heeresgruppe Mitte | Vitebsk      | eind november 1943 | 27 juni 1944       |